# Refugiados de la guerra civil siria en Jordania
El número de refugiados en Jordania creció con el alzamiento contra el gobierno de Siria y su presidente Bashar al-Ásad. Desde entonces, cerca de 2000 sirios al día han llegado en masa al país para residir en campamentos.
Jordania es un país pequeño que depende de las ayudas que recibe del exterior y que sufre problemas financieros y medioambientales. La cantidad de sirios que busca refugio dentro de sus confines le ha supuesto una gran carga sobre todo para recursos como el agua o la producción agrícola. El Reino hachemí se encuentra entre los diez países más secos del mundo, por lo que el sustento de la población autóctona ya está en riesgo y la entrada de los nuevos residentes ha agravado el problema.

## Refugiados de la Guerra Civil Siria
Tras el alzamiento iniciado en 2011 contra el gobierno de Siria y su presidente Bashar al-Ásad, alrededor de 2000 sirios al día comenzaron a llegar en masa a territorio jordano para residir cerca de Al-Mafraq, el primer campo de refugiados fundado por el Alto Comisionado de las Naciones Unidas para los Refugiados (ACNUR). Jordania es un país pequeño que depende de las ayudas que recibe y que sufre problemas financieros y medioambientales. Además, el número de sirios que busca refugio en su territorio le ha supuesto una gran carga, sobre todo para el agua y la agricultura. El Reino hachemí es uno de los diez países más secos del mundo, lo que pone en peligro el sustento de la población. Debido al gran número de refugiados, las organizaciones de ayuda humanitaria piden más dinero y asistencia a las potencias internacionales. En noviembre de 2015, ACNUR informó de que hay 4 289 994 “personas de su competencia” sirias, de las cuales 630 776 están registradas como refugiadas en Jordania.
Hay casi 1.4 millones de refugiados sirios en Jordania, el 20 % de los cuales vive en campos de refugiados como Zaatari, Marjeeb al-Fahood, Cyber city y Al-Azraq. Con la mayoría de refugiados sirios distribuidos en todo el Estado, especialmente en Amán, Irbid, Al-Mafraq y Gerasa, los recursos medioambientales empiezan a escasear tanto para los sirios como para sus anfitriones. Esta situación aumenta la presión en las infraestructuras de Jordania, concretamente en lo referente al suministro de agua, instalaciones sanitarias, alojamiento y energía.
A medida que los refugiados sirios siguen llegando a Jordania, crecen las tensiones, en especial en las ciudades y en los alrededores de los campos de refugiados, donde la mayoría de sirios ha sido realojada. Si esta escasez de espacio, recursos, trabajo y agua se prolonga durante un largo período de tiempo, aumentan las probabilidades de que refugiados y residentes entren en conflicto. El coste "real" de los acogimientos incluye suministrar electricidad y agua, partidas que asciende a alrededor de 3000 dólares al año por cada refugiado, así como la mitad del presupuesto del Ministerio de Salud, o lo que es lo mismo, 350 millones de dólares. Aproximadamente 160 000 sin papeles sirios trabajan en Jordania mientras el 20% de la población autóctona se encuentra desempleada.
Según las cifras del Alto Comisionado de las Naciones Unidas, en agosto de 2015, el campo de refugiados de Azraq albergaba a menos de 23 000 refugiados aunque su capacidad es de 50 000 y está previsto que se acoja en él a más de 100 000 sirios, lo cual lo convertiría en el campo de refugiados más grande de Jordania. En las proximidades se encuentra el campo de refugiados Zaatari que, según la agencia de las Naciones Unidas, amparaba en torno a 80 000 refugiados.
En total, Jordania ha acogido a más de 630 000 sirios desde que empezó la crisis en 2011 y las estimaciones del Gobierno jordano muestran que el número total de refugiados, incluidos los inmigrantes no registrados, asciende a más de 1.4 millones. Estados Unidos ha aportado alrededor de 668 millones de dólares para apoyar la causa. Además, para los próximos tres años ha prometido 3000 millones más en ayudas generales.
En la actualidad, Jordania ha incrementado los controles para futuros refugiados, después de determinar que muchas de las personas que esperan en la frontera entre Siria y Jordania no son sirias y podrían tener relación con grupos combatientes extranjeros.
En otro orden de cosas, a finales de 2015, tanto los trabajadores humanitarios como los propios refugiados afirmaban que los sirios, al ser conscientes de que la guerra en su país no iba a tener un fin cercano, abandonaban Jordania para encontrarse con amigos y parientes en Europa, ante los recortes en ayudas alimentarias que les había facilitado hasta entonces Naciones Unidas. Jordania afirma que acoge a más de 1 millón de sirios, sin embargo, los números están empezando a caer. El Programa Mundial de Alimentos de las Naciones Unidas, que abastece a más de medio millón de refugiados en Jordania, confirma que el número de ayudas descendieron en torno a 2000 en septiembre y 3000 en octubre. En ese mismo mes, ACNUR realizó una encuesta al azar entre los refugiados y el 25 % de ellos ansiaba abandonar Jordania.

### Escasez de agua
Durante los últimos diez años ha habido una sequía continua, que ha devastado las perspectivas agrícolas del norte de Jordania y que ha convertido el país en uno de los más áridos del mundo. La sobreexplotación de los recursos hidráulicos se ha visto agravada por el flujo masivo de refugiados sirios al campo de Zaatari, situado entre las fronteras de las ciudades de Ar-Ramtha y Al-Maqraf. Como resultado del “repentino aumento de la población”, el promedio de agua potable disponible para los jordanos es inferior a 150 metros cúbicos por año. El suministro de agua renovable que proporciona la lluvia supone tan solo la mitad del consumo total, por lo que el resto se extrae de  acuíferos que se están agotando poco a poco. El agua es el único recurso que no se subvenciona con ayuda extranjera, un hecho que obliga a los ciudadanos jordanos a afrontar la situación con sus propios medios. Jordania, como nación, depende en gran medida de la ayuda exterior y sus escasos recursos hidráulicos no son renovables. La extracción de agua subterránea ha abastecido a los jordanos en las últimas décadas, pero los suministros se agotan ante el flujo de refugiados. Se puede comprar agua por un precio elevado a los empresarios locales, pero este es un lujo que la mayoría de la población no puede permitirse. Organizaciones de ayuda humanitaria como Oxfam o Mercy Corps han intentado encontrar más agua mediante la excavación de pozos, algo que, no obstante, solo supondría una mejoría temporal y a pequeña escala.
La Agencia de los Estados Unidos para el Desarrollo Internacional en colaboración con Mercy Corps ha creado un proyecto que costará más de 20 millones de dólares y que se encargará de encontrar la forma de restablecer el sistema de agua jordano. La Agencia de los Estados Unidos para el Desarrollo Internacional también ha invertido en los esfuerzos para la conservación del agua en el pueblo de Zaatari. Así, se han subvencionado cisternas que almacenan agua de lluvia para familias individuales. Estos sistemas de recolección de agua forman parte de la iniciativa llevada a cabo en 2006 por Mercy Corps, la Fundación Río Jordán, y la Real Sociedad Científica, con la asistencia de más de 135 organizaciones jordanas locales para ayudar a las familias rurales a encontrar agua asequible y limpia. El programa llamado Iniciativa Comunitaria para la Gestión de la Demanda de Agua consiste en llevar el agua al subsuelo, donde una cuba permite a cada familia autoabastecerse. Mercy Corps ha perforado dos pozos en el campo de Zaatari para construir una estación de bombeo, además de un sistema de cloración con el fin de suministrar allí agua limpia a un gran número de refugiados. Mercy Corps también planea trabajar con el nuevo campo de Al-Azraq en la construcción de un nuevo sistema para la reserva de agua. En las comunidades jordanas de Al-Mafraq y Ar Ramtha, Mercy Corps está trabajando en la reparación del sistema hidráulico municipal para subsanar filtraciones, con lo cual aumentaría en un 25% la disponibilidad de este líquido. Los esfuerzos humanitarios de las organizaciones de ayuda se han enfocado en garantizar la supervivencia y la cohesión de refugiados y residentes a largo plazo, como explicó el Dr. Ibrahim Sayf, ministro jordano de Planificación y Cooperación Internacional.